# Montinia caryophyllacea
Montinia caryophyllacea är en tvåhjärtbladig växtart som beskrevs av Carl Peter Thunberg. Montinia caryophyllacea ingår i släktet Montinia och familjen Montiniaceae. Inga underarter finns listade i Catalogue of Life.